# 中国鸟类之乡
中国鸟类之乡，是由中国野生动物保护协会认定及授予的称号。迄今全国共有13个“中国鸟类之乡”。
- 河北省沧州市南大港管理区──中国黑翅长脚鹬之乡
- 河北省海兴县──中国鸻鹬之乡
- 辽宁省盘锦市──中国黑嘴鸥之乡
- 上海市崇明区──中国白头鹤之乡
- 福建省屏南县──中国鸳鸯之乡
- 山东省东阿县──中国喜鹊之乡
- 湖北省黄梅县──中国白头鹤之乡
- 广东省海丰县──中国水鸟之乡
- 四川省乐山市沐川县──中国四川山鹧鸪之乡
- 四川省若尔盖县──中国黑颈鹤之乡
- 云南省昆明市──中国红嘴鸥之乡
- 云南省昭通市昭阳区──中国黑颈鹤之乡
- 陕西省洋县──中国朱鹮之乡